# Кульськ
Кульськ (рос. Кульск) — село Хоринського району, Бурятії Росії. Входить до складу Сільського поселення Кульське.
Населення —  173 особи (2015 рік). 